# Nolina pumila
Nolina pumila är en sparrisväxtart som beskrevs av Joseph Nelson Rose. Nolina pumila ingår i släktet Nolina och familjen sparrisväxter. Inga underarter finns listade i Catalogue of Life.